# الغواصة الألمانية يو-589
غواصة يو-589 غواصة يو بوت ألمانية من غواصة الفئة السابعة سي بنيت لسلاح بحرية ألمانيا النازية كريغسمارينه، في أحواض بلوم+فوس خلال الحرب العالمية الثانية.

## التصميم
الغواصات الألمانية من طراز VIIC سبقتها غواصات من طراز VIIB الأقصر طولًا. كانت غواصة U-589 تتمتع بإزاحة قدرها 769 طنًا متريًا (757 طنًا طويلًا) عند السطح، و871 طنًا متريًا (857 طنًا طويلًا) أثناء الغمر تحت الماء. بلغ طولها الإجمالي 67.10 مترًا (220 قدمًا و2 بوصة)، وطول هيكل الضغط 50.50 مترًا (165 قدمًا و8 بوصات)، وعرضها 6.20 مترًا (20 قدمًا و4 بوصات)، وارتفاعها 9.60 مترًا (31 قدمًا و6 بوصات)، مع غاطس يبلغ 4.74 مترًا (15 قدمًا و7 بوصات).
كانت الغواصة مزودة بمحركين ديزل من نوع Germaniawerft F4، رباعي الأشواط، سداسي الأسطوانات مع شاحن توربيني، ينتجان قوة إجمالية تتراوح بين 2800 إلى 3200 حصان متري (2060 إلى 2350 كيلوواط؛ 2760 إلى 3160 حصان ميكانيكي) لتشغيل الغواصة أثناء السطح، بالإضافة إلى محركين كهربائيين مزدوجي الفعل من نوع Brown, Boveri & Cie GG UB 720/8 ينتجان قوة إجمالية تبلغ 750 حصانًا متريًا (550 كيلوواط؛ 740 حصان ميكانيكي) لتشغيل الغواصة أثناء الغمر. وكانت الغواصة مزودة بعمودين دوارين يحملان مراوح دفع قطر كل واحدة منهما 1.23 مترًا (4 أقدام). وقد كانت الغواصة قادرة على العمل على أعماق تصل إلى 230 مترًا (750 قدمًا).
بلغ أقصى سرعة للغواصة على السطح 17.7 عقدة (32.8 كم/س؛ 20.4 ميل/س)، وأقصى سرعة أثناء الغمر 7.6 عقدة (14.1 كم/س؛ 8.7 ميل/س). وعند الغمر، كان بإمكان الغواصة الإبحار لمسافة 80 ميلًا بحريًا (150 كم؛ 92 ميلًا) بسرعة 4 عقد ( 7.4 كم/س؛ 4.6 ميل/س)، أما على السطح فكانت تستطيع قطع مسافة تصل إلى 8500 ميل بحري (15,700 كم؛ 9,800 ميل) بسرعة 10 عقد (19 كم/س؛ 12 ميل/س).
كانت غواصة U-589 مجهزة بخمسة أنابيب طوربيد بقطر 53.3 سم (21 بوصة)، أربعة منها في المقدمة وأنبوب واحد في المؤخرة، بالإضافة إلى أربعة عشر طوربيدًا، ومدفع بحري من نوع SK C/35 عيار 8.8 سم (3.46 بوصة) مع 220 طلقة، ومدفع مضاد للطائرات عيار 2 سم (0.79 بوصة) من نوع C/30. وكان طاقم الغواصة يتراوح عدد أفراده بين 44 إلى 60 فردًا.